# Lacrouzette
Lacrouzette település Franciaországban, Tarn megyében. Lakosainak száma 1533 fő (2022. január 1.). Lacrouzette Le Bez, Burlats, Montredon-Labessonnié, Roquecourbe és Vabre községekkel határos.

## Népesség
A település népességének változása:
| Lakosok száma | 1734 | 1745 | 1785 | 1689 | 1639 | 1590 | 1573 | 1551 | 1533 |
|               | 2013 | 2015 | 2016 | 2017 | 2018 | 2019 | 2020 | 2021 | 2022 |